# Hannah Onslow

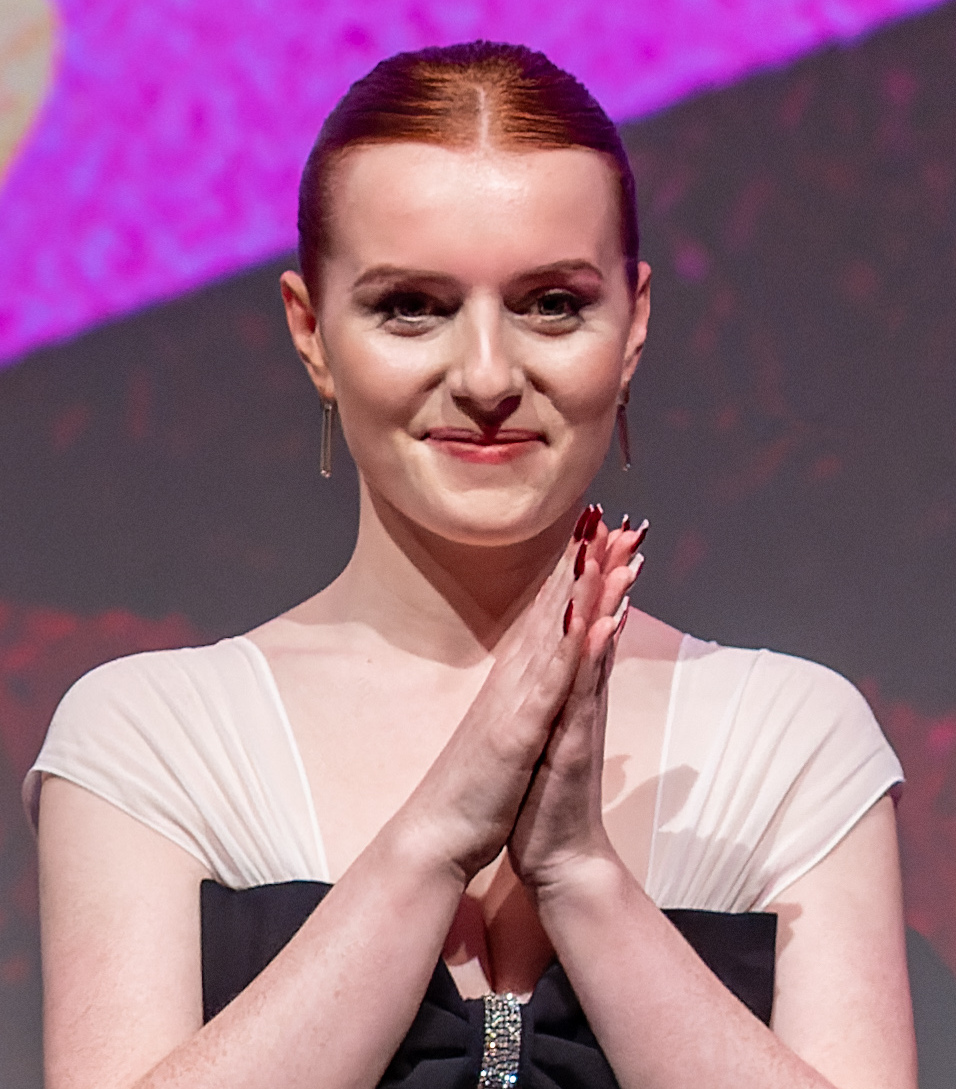
Hannah Onslow

Hannah Lucy Onslow (* 1. April 1998 in Romford) ist eine britische Schauspielerin.

## Leben und Karriere
Onslow wurde am 1. April 1998 in
Romford geboren. Sie besuchte die BRIT School und absolvierte anschließend ein Schauspielstudium an der Royal Academy of Dramatic Art (RADA), das sie 2019 mit einem Bachelor of Arts abschloss.
Ihr Debüt gab sie in einer Folge in
Call the Midwife – Ruf des Lebens. Es folgten Rollen in Ridley Road und This Is Going to Hurt. 2022 spielte sie Janine in Film Empire of Light. Azßerdem hatte sie 2023 in Indiana Jones und das Rad des Schicksals  eine kleine Rolle. Im selben ajahr bekam sie in Unicorns eine Hauptrolle.
Unter anderem trat sie 2024 in der Serie Belgravia: The Next Chapter auf.
2025 spielte sie die Hauptrolle der Diana Williams, Freundin des Drogenbarons Michael Kavanagh (gespielt von James Nelson-Joyce) in der BBC One Liverpool - ansässigen Gangster-Fernsehserie This City Is Ours.

## Filmografie
Filme
- 2022: Empire of Light
- 2023: Indiana Jones und das Rad des Schicksals (Indiana Jones and the Dial of Destiny)
- 2023: Unicorns

Serien
- 2020: Call the Midwife – Ruf des Lebens (Call the Midwife, 1 Folge)
- 2021: Ridley Road
- 2022: This Is Going to Hurt
- 2023: The Doll Factory
- 2024: Belgravia: The Next Chapter
- 2025: This City Is Ours